# هلال ونجمة

نموذج شائع لرمز الهلال والنجمة، أحد الرمزين الرئيسيين للديانة الإسلامية بجانب الكلمة العربية الله.

تصميم قديم لرمز الهلال والنجمة كان شائع الاستخدام في مدينة بيزنطة خلال القرن الأول قبل الميلاد.

الهلال والنجمة أو النجوم هو رمز أو ضمن رموز استخدمت منذ زمن في بلدان في شرق البحر المتوسط وآسيا الوسطى. وكان من بين الرموز الشائعة خلال العصر الهلنستي (من القرن الرابع حتى الأول قبل الميلاد) في مملكة البنطس ومملكة بوسبوران ومدينة بيزنطة.
عندما غزت جيوش العثمانيين آسيا الصغرى والأناضول وضع الهلال على علمهم، ولاحقًا أصبح الهلال والنجمة رمزًا للدولة العثمانية، استمر ذلك بعد اعلان الجمهورية التركية، كما ظلت بلدان كانت ضمن الدولة العثمانية في تبني الرمز على أعلامها بعد الاستقلال في العصر الحديث مثل: أذربيجان (1918)، تونس (1956)، الجزائر (1958) وليبيا في (1951) ثم (2011).
نفس الرمز استخدم في أعلام وطنية لبلدان حديثة الوجود في عهدها مثل باكستان (1949)، ماليزيا (1948) وموريتانيا (1959).
تاريخيًا كان الهلال مرتبطًا بالقسطنطينية حتى على زمن فيليب المقدوني. بينما غالبًا ما ترمز النجمة إلى كوكب الزهرة التي كثيرًا ما تشاهد بالقرب من القمر. في سبعينيات القرن العشرين اتخذت بعض الجماعات والأحزاب المرتبطة بها، أعلام ادخلت بها الهلال ومنها حركة أمة الإسلام في الولايات المتحدة.

## الأعلام ذات الهلال أو النجوم

### أعلام دول معاصرة

علم أذربيجان
علم الجزائر
علم جزر كوكوس
علم أوزبكستان
علم باكستان شاهد أيضًا: قائمة أعلام باكستان
علم تركمانستان
علم تركيا
علم تونس
علم جزر القمر
علم سنغافورا
علم ليبيا
علم ماليزيا
علم موريتانيا
علم جامعة الدول العربية

### أعلام دول سابقة

علم سلطنة أجوران
علم سلطنة آتشيه
علم سلطنة عدل
علم جمهورية الريف
علم حيدر آباد (1724-1948)
علم مصر (1867-1882)و (1914-1923)
علم مصر (1923-1958)
علم الدولة الزيانية بالجزائر
علم الدولة الحفصية بتونس
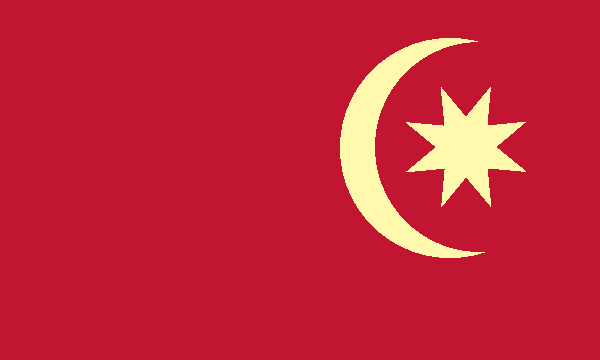
امارة حائل
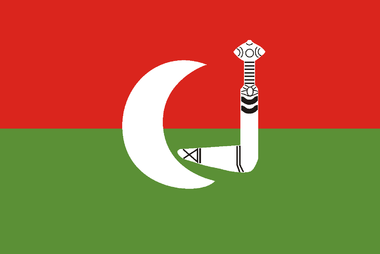
علم سلطنة يافع
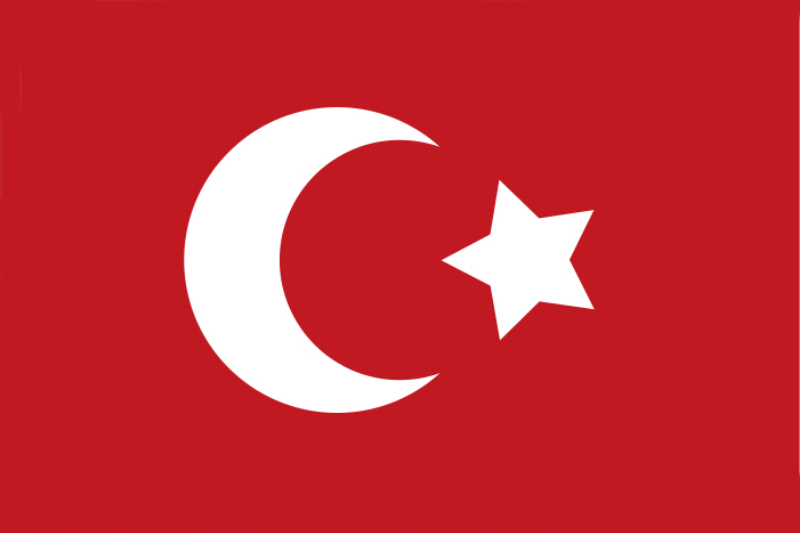
علم عثمانو
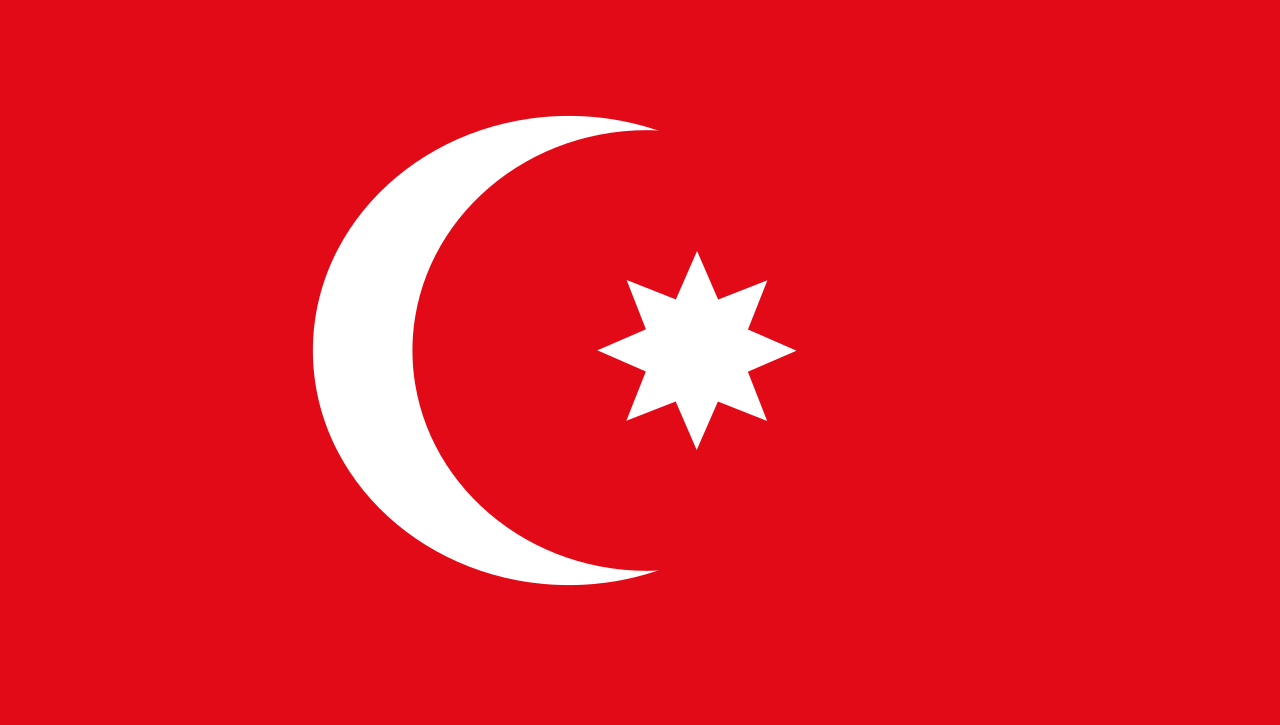
علم عثمان بن يحي
علم عثمان القديم
علم عثمان

### أعلام كيانات

علم ملقا
علم البوسنة
علم الجمهورية العربية الصحراوية الديمقراطية
علم سلاغور
علم برقة
علم قبرص الشمالية
علم تتارستان
علم بورتسموث
علم آزاد كشمير
علم تركستان الشرقية
علم توركمن ايلى
علم جوهر
علم إمارة جنجيرة (الجزيرة) بالهند  [لغات أخرى]‏
علم حركة أمة الإسلام
علم كلكتا
علم الضباط الأحرار بمصر (علم التحرير)
احواز عربستان برجم